# Axonopus marginatus
Axonopus marginatus är en gräsart som först beskrevs av Carl Bernhard von Trinius, och fick sitt nu gällande namn av Mary Agnes Chase och Albert Spear Hitchcock. Axonopus marginatus ingår i släktet Axonopus och familjen gräs. Inga underarter finns listade i Catalogue of Life.